# Mănăstirea Toplița
Mănăstirea Toplița este o mănăstire ortodoxă din România situată în municipiul Toplița, județul Harghita. A fost construită de patriarhul Miron Cristea. Are hramul Sfântului Prooroc Ilie.
Din anul 1995, mănăstirea dispune de un muzeu bisericesc.